# スタチン (アミノ酸)
スタチン（Statine）は、ペプシンやその他の酸プロテアーゼの阻害剤であるペプスタチン（Pepstatin）の配列に2度現われるγ-アミノ酸である。スタチンはペプチド触媒の正四面体型遷移状態を模倣しているため、ペプスタチンの阻害活性に関与していると考えられている。